# Senecio

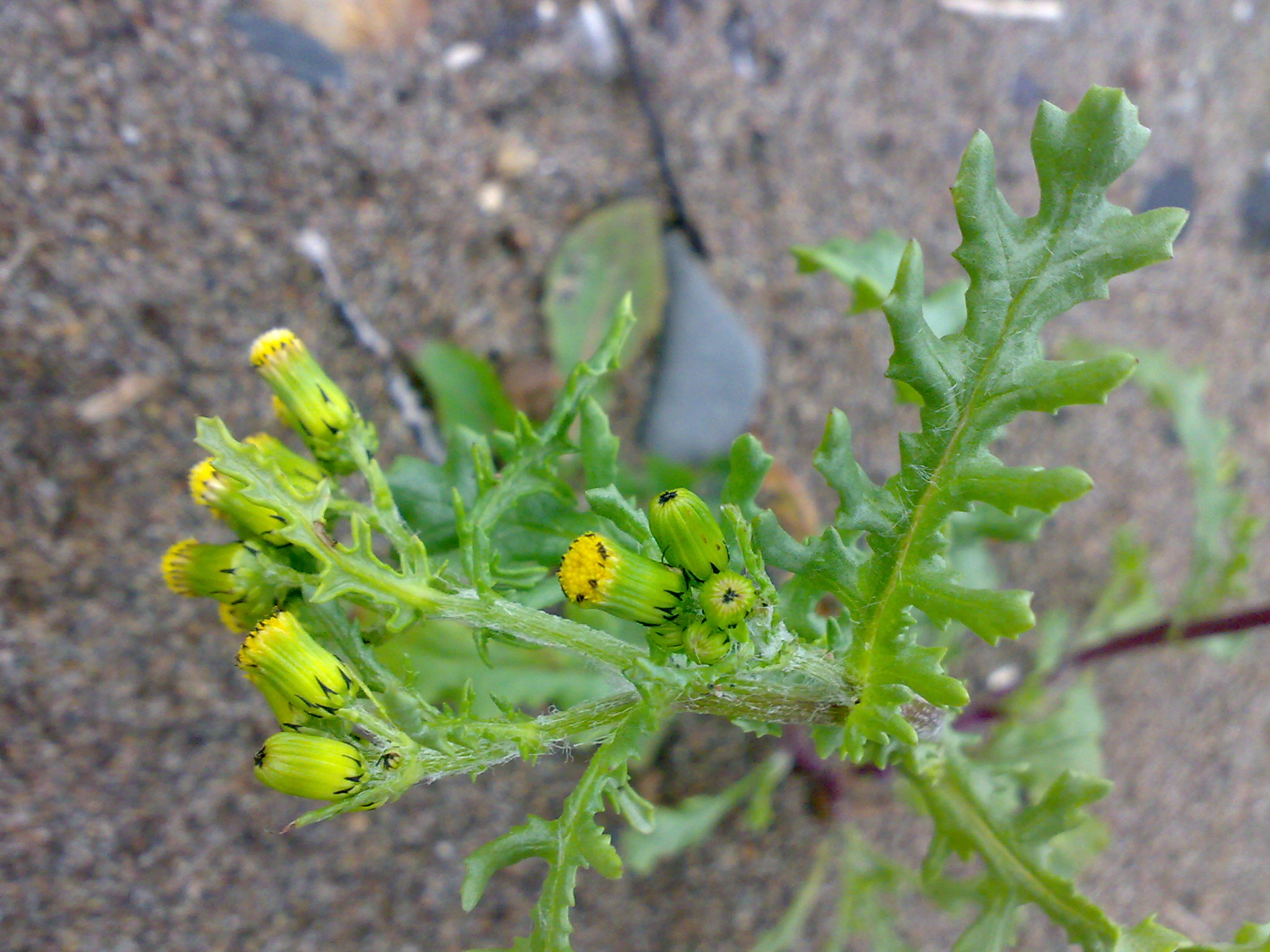
Senecio vulgaris

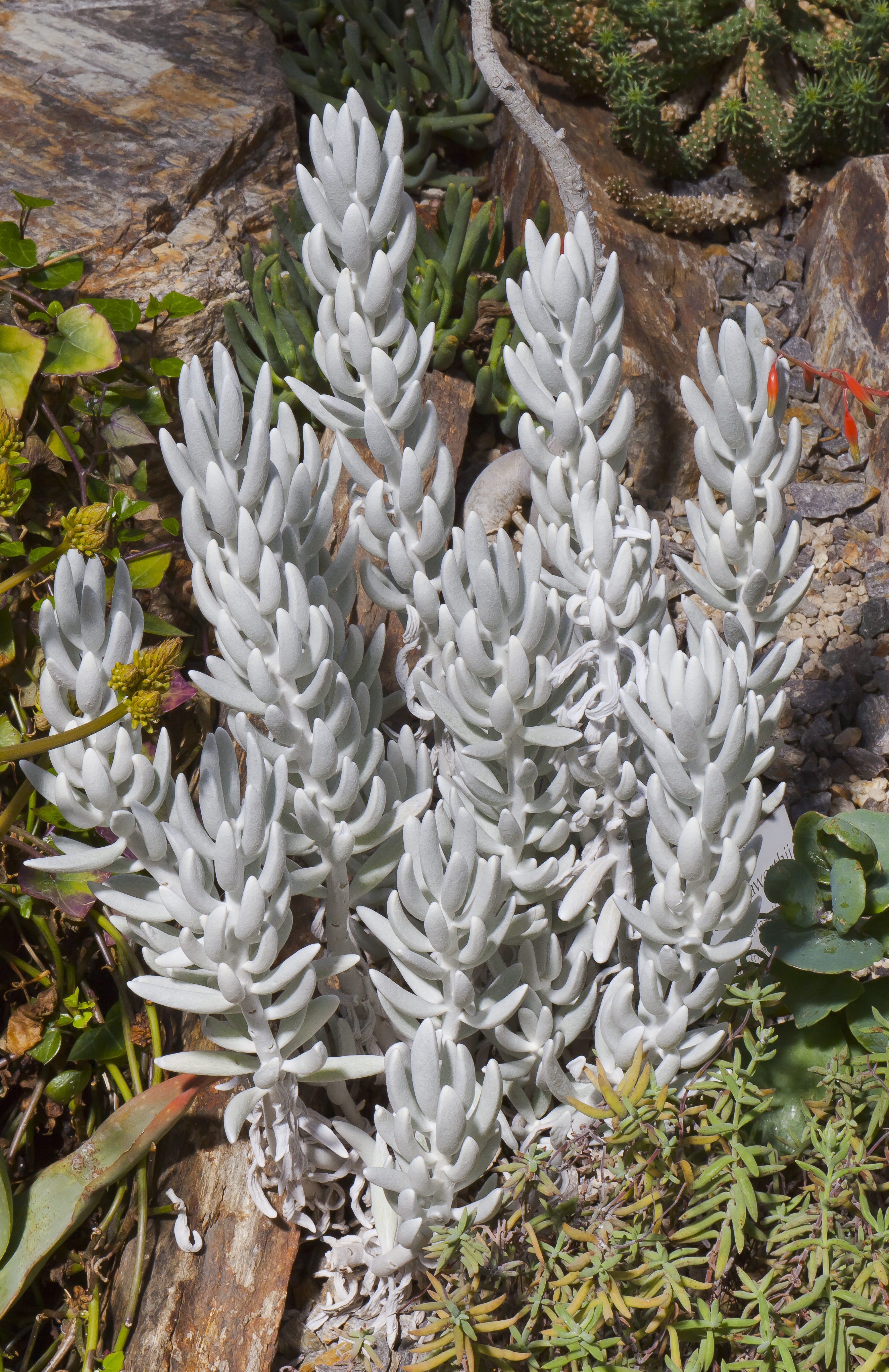
Senecio haworthii.

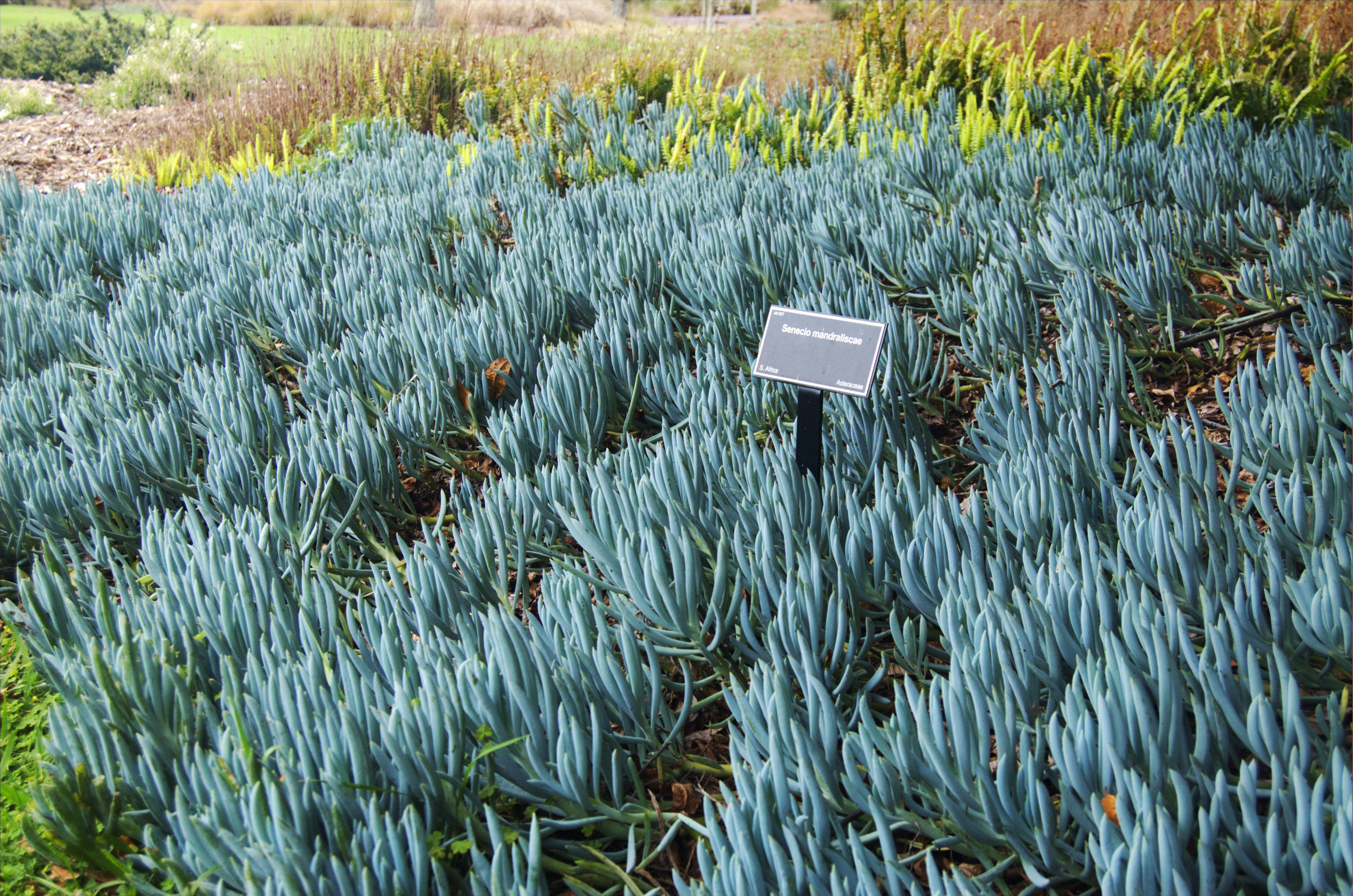
Senecio mandraliscae

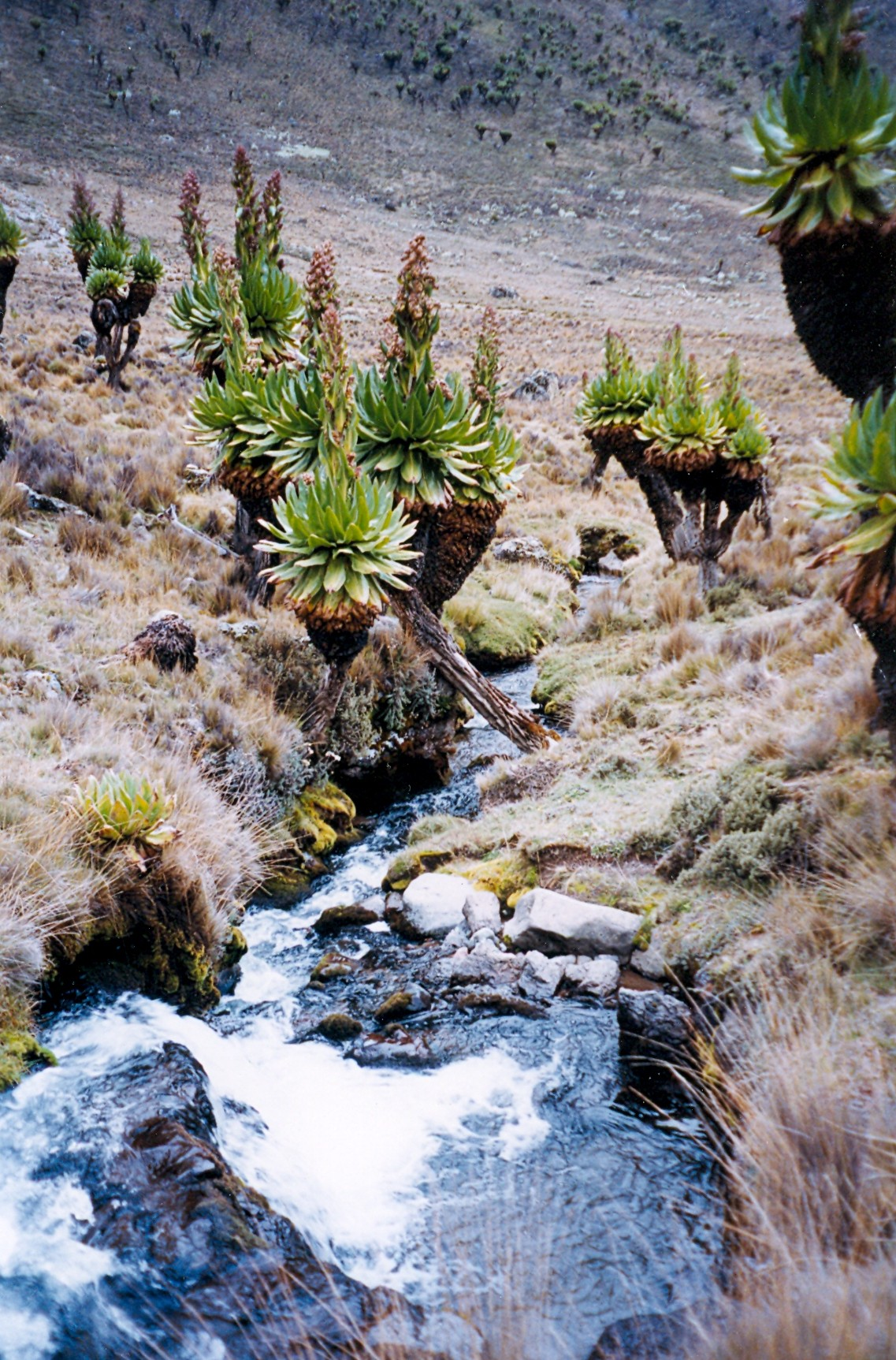
Senecio keniodendron en el Valle Mackinder, Kenia.

Senecio es un género cosmopolita extremadamente complejo de plantas herbáceas y arbustivas de la familia Asteraceae.
Comprende un amplio número de subgéneros y especies: unas 4400 descritas, de las cuales solo casi 1600 son taxones aceptados. Tienen unas morfologías extremadamente diversas, incluyendo hojas suculentas; también hay taxones con tallos y raíces suculentas, anuales, perennes, acuáticas, de montaña, arbustos y pequeños árboles.

## Descripción
Son hierbas o matas de hasta 2,5 m de altura, anuales, bienales o perennes, eventualmente rizomatosas, erectas o decumbentes, con hojas de enteras a pinnatisectas, enteras o denticuladas/serradas, glabras o pubescentes; las basales pecioladas, las caulinares alternas y sentadas.
Los capítulos se organizan en inflorescencias corimbosas, rara vez solitarias.

Los capítulos, habitualmente pedunculados, se organizan en inflorescencias corimbosas, cimosas, más raramente paniculiformes, racemosas o, incluso, axilares o solitarias.
El Involucro, habitualmente cilíndrico, hemiesférico o campanulado suele tener un diámetro entre 0,5 y 4 cm y está constituido por 5-34 brácteas erectas, oblongas, lineares o lanceoladas, habitualmente libres pero también a veces conadas, con márgenes usualmente escariosos o membraneáceos y a menudo reflejas en la fructificación, en 1-2 filas rodeando un receptáculo llano hasta convexo, desnudo y alveolado. Dichos capítulos son generalmente radiados y heterógamos, con, cuando existen, 5-34 iguales externas pistiladas fértiles con corola usualmente de color amarillo, pero también blanco, rojo, purpúreo.
Los flósculos centrales, en número de 3 hasta 80, son hermafroditas, con tubo de la corola cilíndrico y limbo pentafido con lóbulos triangulares erectos o recurvados y su color va desde el blanco hasta el púrpura, pasando por el amarillo y el rojo. Las cipselas son de forma subcilíndrica a prismática y son usualmente longitudinalmente penta acostilladas o angulosas y glabras o pibescentes. Están coronadas por un vilano—eventualmente ausente en los frutos de las lígulas o, incluso, de todas las flores— habitualmente persistente y fragíl, pero también a veces tempranamente sésil, casi siempre formado por pelos blancuzcos homomórficos lisos, pero también con algunos o todos apicalmente o totalmente barbulados/ásperos.

## Subgéneros
- S. subg. Dendrosenecio Hauman ex Hedberg
- S. subg. Dioicosenecio Cabrera sin. Chersodoma Phil.
- S. subg. Emilia (Cass.) O.Hoffm. sin. Emilia Cass.
- S. subg. Gynuropsis Muschl. sin. Crassocephalum Moench
- S. subg. Kleinia (Mill.) O.Hoffm. sin. Kleinia Mill.
- S. subg. Notonia (DC.) O.Hoffm. sin. Kleinia Mill.
- S. subg. Pseudogynoxys Greenm. sin. Pseudogynoxys (Greenm.) Cabrera
- S. subg. Synotis C.B.Clarke sin. Cissampelopsis (DC.) Miq.
- S. subg. Tephroseris (Rchb.) Korobkov

## Especies seleccionadas
De las 4400 especies descritas, solo unas 1600 son aceptadas, casi 1200 son meros sinónimos y el resto (unas 1550) están taxónomicamente irresueltas.
- Senecio angulatus L.f.
- Senecio antandroi Scott-Elliot
- Senecio ampullaceus Hook.
- Senecio aphanactis Greene
- Senecio bicolor (Willd.)Tod.
- Senecio bonariensis Hook & Arn.
- Senecio bosniacus G. Beck
- Senecio brasiliensis Spreng. ex Baker
- Senecio canescens Cuatrec.
- Senecio cineraria DC.
- Senecio erucifolius L.
- Senecio filaginoides DC.
- Senecio gallicus Vill. ex Chaix
- Senecio glaucus L.
- Senecio hermosae Pit.
- Senecio incrassatus Lowe
- Senecio jacobaea L.
- Senecio leucanthemifolius Poir.
- Senecio minutus (Cav.) DC.
- Senecio pyrenaicus L.
- Senecio sylvaticus L.
- Senecio viscosus L.
- Senecio vulgaris L.

Anteriormente en Senecio 
- Brachyglottis greyi (como S. greyi)
- Pericallis × hybrida (como S. cruentus)
- Pittocaulon praecox (como S. praecox)
- Rugelia nudicaulis (como S. rugelia)

En España están presentes, nativas o introducidas, las siguientes especies:
- S. adonidifolius
- S. alboranicus
- S. angulatus
- S. aquaticus
- S. bollei
- S. carpetanus
- S. cineraria
- S. doria
- S. doronicum - dorónico[6]
- S. elegans - jacobea morada, manzanilla morada, santa María morada.[6]
- S. eriopus
- S. erucifolius
- S. flavus
- S. gallicus
- S. gerardi
- S. glaucus
- S. hermosae
- S. hillebrandi
- S. ilsae
- S. inaequidens
- S. incrassatus
- S. jacobaea
- S. lagascanus
- S. leucanthemifolius
- S. leucophyllus
- S. lividus
- S. lopezii
- S. malacitanus
- S. massaicus
- S. minutus
- S. nebrodensis
- S. nemorensis
- S. nevadensis
- S. palmensis
- S. petraeus
- S. pterophorus
- S. pyrenaicus
- S. quinqueradiatus
- S. sylvaticus
- S. tamoides
- S. teneriffae
- Senecio viscosus
- S. vulgaris

## Sinonimia
- Farobaea Schrank ex Colla
- Carderina (Cass.) Cass.
- Crociseris Fourr.
- Curio P.V.Heath
- Danaa Colla
- Madaractis DC.
- Branicia Andrz. ex Trautv.
- Adenotrichia Lindl.
- Obaejaca (Cass.) Cass.
- Brachypappus Sch.Bip.
- Aspelina Cass.
- Anecio Neck.
- Brachyrhynchos Less.
- Synarthrum Cass.
- Eudorus Cass.
- Cladopogon Sch.Bip. ex Sch.Bip.
- Sclerobasis Cass.
- Acleia DC.[7]

### Probable sinonimia
- Antillanthus B.Nord.
- Barkleyanthus H.Rob. & Brettell

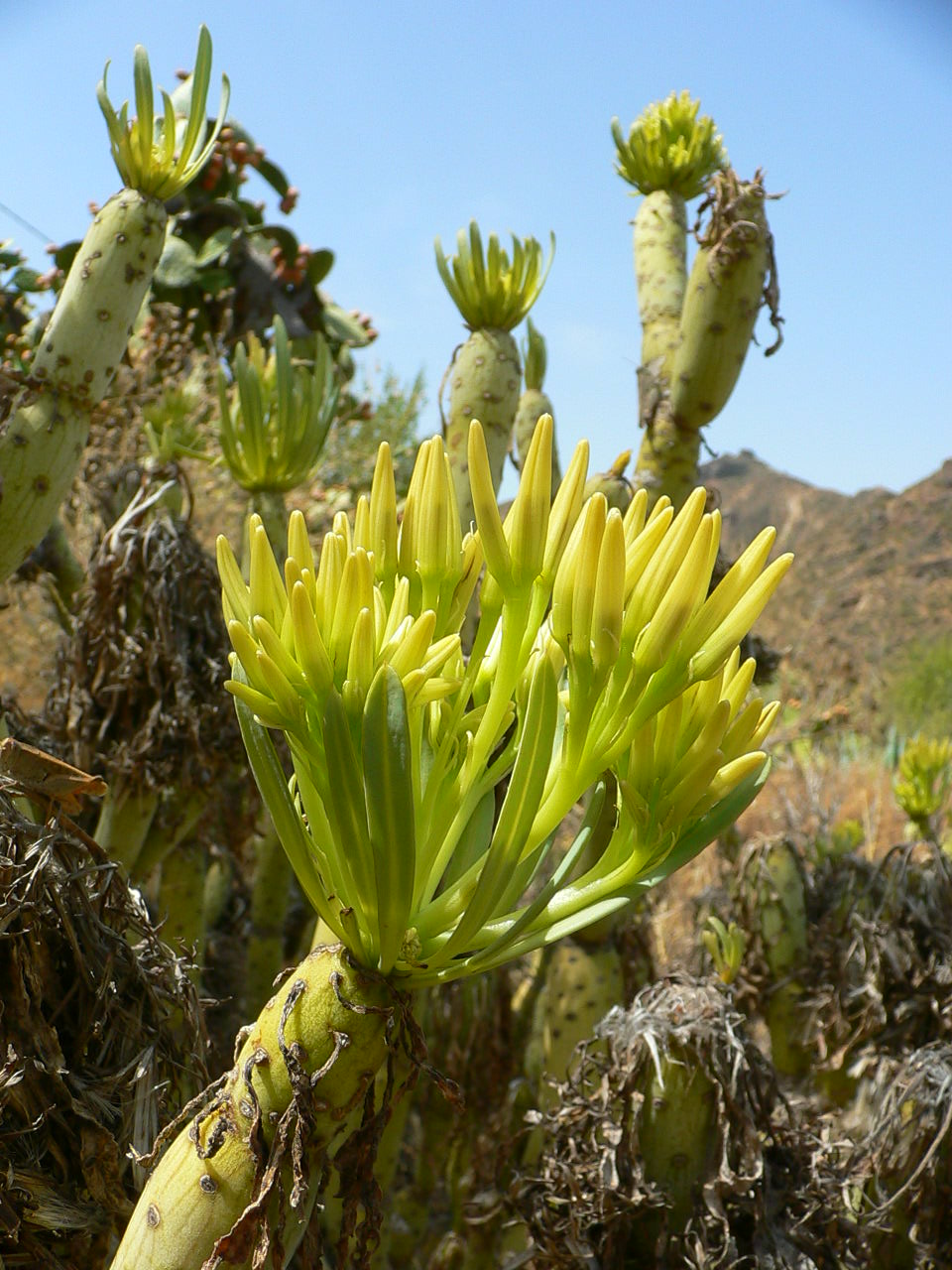
Kleinia neriifolia.

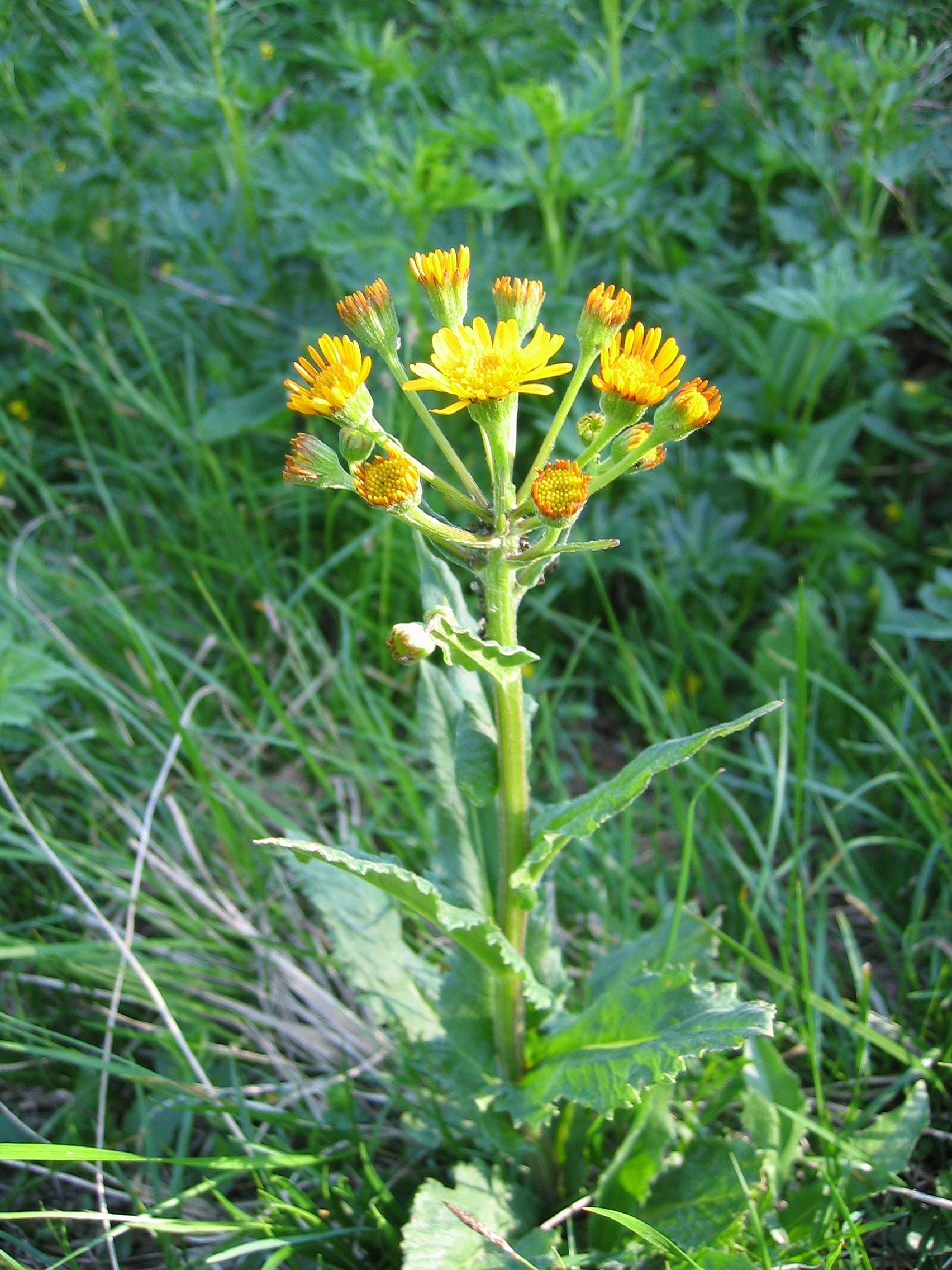
Senecio (Tephroseris) palustris.

- Brachyglottis J.R.Forst. & G.Forst.[8][9]
- Canariothamnus B.Nord.
- Dauresia B.Nord. & Pelser
- Dendrophorbium C.Jeffrey
- Dendrosenecio (Hauman ex Hedberg) B.Nord.
- Dorobaea Cass.
- Dresslerothamnus H.Rob.
- Elekmania B.Nord.
- Herreranthus B.Nord.
- Hubertia Bory
- Iocenes B.Nord.
- Jacobaea Mill.
- Lasiocephalus Willd. ex Schltdl.
- Leonis B.Nord.
- Lundinia B.Nord.
- Mesogramma DC.
- Monticalia C.Jeffrey
- Nelsonianthus H.Rob. & Brettell
- Nesampelos B.Nord., nom. inval.
- Oldfeltia B.Nord. & Lundin
- Packera Á.Löve & D.Löve
- Pentacalia Cass.
- Pippenalia McVaugh
- Pittocaulon H.Rob. & Brettell
- Pojarkovia Askerova
- Psacaliopsis H.Rob. & Brettell
- Pseudogynoxys (Greenm.) Cabrera
- Pseudojacobaea (Hook.f.) R.Mathur
- Roldana La Llave
- Sinosenecio B.Nord.
- Synotis (C.B.Clarke) C.Jeffrey & Y.L.Chen
- Telanthophora H.Rob. & Brettell
- Tephroseris (Rchb.) Rchb.
- Zemisia B.Nord.[10]

## Taxonomía
El género ha sido descrito por Carlos Linneo, y publicado en Species Plantarum, vol. 2, p. 866, en 1753 y su diagnosis ampliada en Genera Plantarum, n.º 857, p. 373, 1754.
Etimología
Senecio: Del Latín sĕnĕcĭo, -ōnis, anciano, por los capítulos en fructificación pelosos que recuerdan a sus cabezas de pelo y barba blancas.
Citología
- Número de cromosomas: 2n=20[3]

## Ecología
Diversas especies de Senecio son alimento de larvas de algunas especies de Lepidoptera.